# Maciej Włodarski
 Maciej Włodarski (ur. 24 lutego 1947 w Krakowie) – polski historyk literatury, dr hab. nauk humanistycznych, profesor zwyczajny Katedry Historii Literatury Staropolskiej Wydziału Polonistyki Uniwersytetu Jagiellońskiego.

## Życiorys
W 1970 ukończył studia filologii polskiej na Uniwersytecie Jagiellońskim, przedstawiając pracę Walerian Otwinowski jako tłumacz z łaciny: „Georgik" Wergilego i „Metamorfoz" Owidiusza. 16 czerwca 1977 obronił pracę doktorską. 30 maja 1994 habilitował się na podstawie pracy zatytułowanej Barokowa poezja epicedialna. Analizy. 18 listopada 2002 nadano mu tytuł profesora w zakresie nauk humanistycznych.
Od 2014 był zatrudniony na stanowisku profesora zwyczajnego w Katedrze Historii Literatury Staropolskiej na Wydziale Polonistyki Uniwersytetu Jagiellońskiego. Lektor i stypendysta Uniwersytetu Bazylejskiego (1980/81, 1990).
Jego zainteresowania naukowe obejmują: tematykę thanatologiczną w literaturze i kulturze staropolskiej, związki literackie i kulturalne polsko-bazylejskie, polską i łacińską poezję i prozę średniowieczną, kulturę średniowieczną, twórczość Mikołaja Reja, Jana Kochanowskiego, Daniela Naborowskiego.
Jest członkiem krajowym korespondentem na I Wydziale Filologicznym Polskiej Akademii Umiejętności, Komisji Historycznoliterackiej PAN w Krakowie oraz Towarzystwa Literackiego im. Adama Mickiewicza.

## Odznaczenia i wyróżnienia
- Medal Komisji Edukacji Narodowej (2014)[2]
- Srebrny Krzyż Zasługi (2007)[2]
- Nagrodą Indywidualna Ministra Edukacji Narodowej i Sportu (2002)[2]
- szereg Nagród Rektora UJ[2]